# Hessenliga
De Hessenliga (tot 2008: Oberliga Hessen) is een van de hoogste amateurdivisies in het Duitse voetbal en samen met nog 13 andere Oberliga's vormt deze afdeling het op 4 na hoogste niveau in het Duitse voetbal. Promotie is mogelijk naar de Regionalliga Südwest, degradatie naar een van de Verbandsliga's in Hessen.

## Kampioenen
Niveau in de Duitse voetbalpyramide tussen haakjes aangegeven.
| Landesliga Hessen (II) - 1948 1. Rödelheimer FC - 1949 KSV Hessen Kassel - 1950 SV Darmstadt 98 1. Amateurliga Hessen (III) - 1951 Olympia Lampertheim - 1952 Olympia Lampertheim - 1953 FC Hanau 93 - 1954 Borussia Fulda - 1955 SpVgg Bad Homburg - 1956 Spvgg. 03 Neu-Isenburg - 1957 Borussia Fulda - 1958 VfB Friedberg - 1959 VfB Marburg - 1960 Borussia Fulda - 1961 FC Hanau 93 - 1962 SV Darmstadt 98 - 1963 VfB Gießen - 1964 SV Darmstadt 98 - 1965 SC Opel Rüsselsheim - 1966 Germania Wiesbaden - 1967 SV Wiesbaden - 1968 Rot-Weiss Frankfurt - 1969 FSV Frankfurt - 1970 Eintracht Frankfurt Am. - 1971 SV Darmstadt 98 - 1972 VfR Bürstadt - 1973 FSV Frankfurt - 1974 Viktoria Aschaffenburg | - 1975 FSV Frankfurt - 1976 KSV Baunatal - 1977 VfR Bürstadt - 1978 FC Hanau 93 Oberliga Hessen (III) - 1979 VfR Bürstadt - 1980 KSV Hessen Kassel - 1981 SC Viktoria Griesheim - 1982 FSV Frankfurt - 1983 VfR Bürstadt - 1984 VfR Bürstadt - 1985 Viktoria Aschaffenburg - 1986 Kickers Offenbach - 1987 Kickers Offenbach - 1988 Viktoria Aschaffenburg - 1989 KSV Hessen Kassel - 1990 Rot-Weiss Frankfurt - 1991 KSV Hessen Kassel - 1992 Viktoria Aschaffenburg - 1993 Kickers Offenbach - 1994 FSV Frankfurt Oberliga Hessen (IV) - 1995 SC Neukirchen - 1996 Borussia Fulda - 1997 SV Wehen - 1998 FSV Frankfurt - 1999 SV Darmstadt 98 - 2000 KSV Klein-Karben - 2001 Borussia Fulda | - 2002 Eintracht Frankfurt Am. - 2003 1. FC Eschborn - 2004 SV Darmstadt 98 - 2005 1. FC Eschborn - 2006 KSV Hessen Kassel - 2007 FSV Frankfurt - 2008 SV Darmstadt 98 Hessenliga (V) - 2009 SC Waldgirmes - 2010 FSV Frankfurt II - 2011 FC Bayern Alzenau - 2012 1. FC Eschborn - 2013 KSV Baunatal - 2014 TGM SV Jügesheim - 2015 TSV Steinbach - 2016 SC Teutonia Watzenborn-Steinberg - 2017 SC Hessen Dreieich - 2018 SC Hessen Dreieich - 2019 FC Gießen - 2020 TSV Eintracht Stadtallendorf - 2021 --- - 2022 SG Barockstadt Fulda-Lehnerz - 2023 Eintracht Frankfurt Am. - 2024 FC Gießen - 2025 FSV Fernwald |